# Folkemordet i Gaza
Folkemordet i Gaza  er et folkedrab, der ifølge FN (en), Amnesty International, Læger uden Grænser, og holocaust-eksperter begås af Israel mod palæstinenserne i Gaza under landets igangværende invasion og bombardering af landet som en del af Gazakrigen. Per juli 2025 har Israel dræbt over 59.000 palæstinensere og såret over 140.000, mens over 1,9 millioner palæstinensere - 85% af befolkningen i Gaza - er blevet tvangsflyttede. Israel har bombarderet hospitaler og angrebet sundhedspersoner og har siden invasionens begyndelse blokeret for nødhjælp til Gaza. Disse gerninger er blevet beskrevet som en menneskeskabt humanitær krise og den mest inhumane form for tortur og drab.